# La Jungla (novela)
La Jungla es una novela de 1906 escrita por el periodista y novelista estadounidense Upton Sinclair (1878–1968). Sinclair la escribió con el fin de retratar las duras condiciones de vida y la explotación de los inmigrantes a Estados Unidos en la ciudad de Chicago y ciudades industrializadas similares. Aun así, los lectores quedaron más preocupados por la exposición de las prácticas insalubres en la  industria cárnica a principios de siglo XX, fruto de la investigación que hizo para un diario socialista.
El libro describe la pobreza de la clase trabajadora, la carencia de apoyos sociales, las duras y desagradables condiciones de vida y laborales, y la desesperación entre muchos trabajadores. Estos elementos contrastan con la corrupción profundamente arraigada de las élites. En una reseña, el escritor Jack London la denominó "La cabaña del Tío Tom de la esclavitud asalariada".
La novela fue publicada en forma de serial en 1905 en el diario socialista "Appeal to Reason" entre febrero de 1905 y noviembre de 1905. En 1904, Sinclair había pasado siete semanas reuniendo información mientras trabajaba de incógnito en las plantas cárnicas de Chicago para el diario. Fue publicada en forma de libro en febrero de 1906 por Doubleday y en una edición especial para suscriptores.

## Resumen del argumento
El personaje principal en el libro es Jurgis Rudkus, un inmigrante lituano intentando llegar a fin de mes en Chicago. El libro empieza con el festín nupcial de su boda con Ona. Él y su familia viven cerca del distrito cárnico, donde trabajan muchos inmigrantes que no hablan bien inglés. 
Rudkus toma un trabajo en un matadero, y aunque solía pensar que los EE. UU. ofrecían más libertad, encuentra que las condiciones laborales son muy duras. Él y su joven mujer luchan para sobrevivir. Se endeudan y son víctimas de timadores. Esperando comprar una casa,  gastan sus ahorros en la entrada para un infravivienda que tampoco se pueden permitir. La familia es desahuciada después de entregar su dinero.

## Footnotes
1. ↑  Brinkley, Alan (2010). «17: Industrial Supremacy». The Unfinished Nation. McGrawHill. ISBN 978-0-07-338552-5.
2. ↑  Van Wienen, Mark W. (2012). «American socialist triptych: the literary-political work of Charlotte Perkins Gilman, Upton Sinclair, and W.E.B. Du Bois. n.p.». Book Review Digest Plus (H.W. Wilson) (University of Michigan Press).
3. ↑  «Upton Sinclair» (blog), Social History (biography), archivado desde el original el 27 de mayo de 2012, consultado el 26 de abril de 2015..
4. ↑  Gottesman, Ronald (18 de abril de 2000). «Introduction». The Jungle (Penguin Classics).

- Datos: Q260205
- Multimedia: The Jungle (Sinclair) / Q260205